# ماریا خوزه آلفونسو
ماریا خوزه آلفونسو (انگلیسی: María José Alfonso؛ زادهٔ ۲۷ مارس ۱۹۴۰) بازیگر اهل اسپانیا است.
از فیلم‌ها یا برنامه‌های تلویزیونی که وی در آن نقش داشته‌است، می‌توان به در پس نقاب زورو، تنها متعلق به من، گاوبازی و با باد شرق اشاره کرد.